# Rooibos
Rooibos (Aspalathus linearis) er en busk med en opret, stivgrenet vækstform (omtrent som Gyvel). Ordet rooibos  er afrikaans for 'rød busk'.

## Beskrivelse
Grenene har først en rødbrun bark, men senere bliver den grålig. De unge skud er lysegrønne og bærer de spredtstillede, nåleagtige og sukkulente blade. Over- og underside er ensartet grågrøn. 
Blomstringen sker om foråret umiddelbart efter vinterregnen, dvs. i september. Blomsterne er gule og uregelmæssige (som gyvelblomster), og frugterne er bælge med mange, men bittesmå frø.
Arten har et meget dybtgående og kraftigt rodnet. 
Højde x bredde og årlig tilvækst: 2,0 x 1,5 m (10 x 5 cm/år). Disse mål kan fx anvendes, når arten udplantes.

## Hjemsted
Planten er endemisk i et lille område af de sandede sletter ("fynbos") ved Cederberg i den vestlige del af kapregionen i Sydafrika. Her vokser den på sur, næringsfattig jord med vinterregn sammen med løg- og knoldplanter (f.eks. arter af Amaryllis og Hyacint), sukkulenter (f.eks. Hottentotfigen og Middagshjerte) og det endemiske nåletræ Widdringtonia cedarbergensis.

## Anvendelse
Planten indeholder forskellige stoffer, der gør den afholdt som te, nemlig aspalathin, nothofagin, koffeinsyre, chrysoeriol, quercetin, isoquercitrin, orientin, isoorientin, luteolin, vitexin, isovitexin, rutin, flavonoider og polyfenoler, men hverken tannin eller koffein.
De tørrede blade og kviste bruges som te, i kosmetikindustrien og som naturmedicin. Teen kaldes ofte fejlagtigt for "rød te" på grund af sin dybt rødbrune farve, skønt den ikke stammer fra tebusken. Det er også almindeligt at benytte ordet rooiboste. Rooibosteen har en sødlig, let røget smag, og i modsætning til sort te indeholder rooiboste ikke koffein. Dette gør teen ideel som aftente, da den ikke er opkvikkende, derimod let beroligende.
- Clanwilliam, Sydafrika
- Blomst, Clanwilliam, Sydafrika

## Eksterne links
- Biodiversitet i Kapregionen Arkiveret 5. juli 2009 hos  Wayback Machine
- Beskrivelse af slægten Arkiveret 27. september 2007 hos  Wayback Machine